# Ortensia Mancini
Ortensia Mancini, Công tước xứ Mazarin (tiếng Ý: Ortensia Mancini; tiếng Pháp: Hortense Mancini; 6 tháng 6 năm 1646 - 2 tháng 7 năm 1699), là một nữ quý tộc người Pháp gốc Ý, là cháu gọi Hồng y Jules Mazarin, thủ tướng Pháp (chief minister of France), là cậu, một người đầy quyền lực đương thời. Cuối cùng, bà trở thành tình nhân của Charles II của Anh.
Với nhan sắc kiều diễm dưới triều Louis XIV nước Pháp, bà cùng ba người chị, một người em nhà Mancini, hai chị em họ nhà Martinozzi, được gọi là Les Mazarinettes.

## Tiểu sử

### Gia thế
Ortensia Mancini xuất thân từ một gia đình quý tộc người Ý, là con gái của Nam tước Lorenzo Mancini và phu nhân Girolama Mazzarini, là một trong 5 chị em gái nổi tiếng vì nhan sắc tuyệt vời đương thời. Sau khi Lorenzo chết vào năm 1650, mẹ bà đã mang các con gái đến Paris với hy vọng nhờ cậy vào anh trai của mình là Hồng y Mazarin để sắp xếp những cuộc hôn nhân tốt nhất cho những người con gái của bà. Những người chị em gái khác của bà gồm:
- Laura Mancini, kết hôn với Louis de Bourbon, Công tước Vendôme và là mẹ của vị tướng Pháp lừng danh Louis Joseph de Bourbon, Công tước Vendôme.
- Olympia Mancini, kết hôn với Eugène Maurice xứ Savoie và là mẹ của vị tướng Áo lừng danh Eugène de Savoie-Carignan.
- Marie Mancini, kết hôn với Lorenzo Onofrio Colonna và là mối tình đầu của Louis XIV của Pháp.
- Marie Anne Mancini, kết hôn với Godefroy Maurice de La Tour d'Auvergne, cháu của Henri de La Tour d'Auvergne.

Những chị em họ của 5 người, The Martinozzis, cũng được chuyển đến triều đình Pháp trong thời gian này. Người lớn, Anne Marie Martinozzi kết hôn với Armand de Bourbon, Vương thân xứ Conti; người nhỏ là Laura Martinozzi kết hôn với Alfonso IV d'Este, Công tước xứ Modena và trở thành mẹ của Mary xứ Modena, vợ thứ hai của James II của Anh.

### Hôn nhân

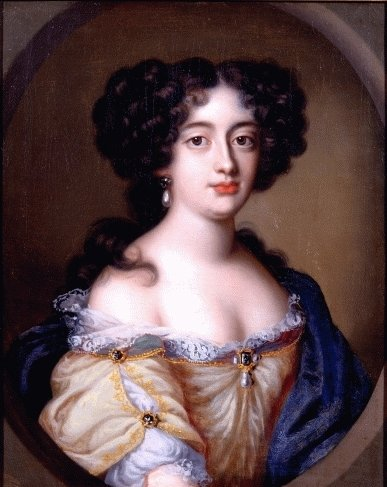
Chân dung Ortensia Mancini, vẽ bởi Jacob Ferdinand Voet.

Vào năm 1659, Vua Charles II của Anh cầu hôn Ortensia nhưng bị Hồng y Mazarin khước từ vì ông không thấy tương lai hứa hẹn gì ở một vua đang bị lưu đày. Chỉ vài tháng sau, Mazarin lập tức hối hận vì Charles II quay lại làm Quốc vương nước Anh. Vào lúc này, Mazarin lại trở thành kẻ nài nỉ một cuộc hôn nhân, với của hồi môn lên tới 5 triệu livres, nhưng Charles II thản nhiên khước từ.
Charles Emmanuel II, Công tước xứ Savoy là người cầu hôn Ortensia tiếp theo, nhưng cuộc hôn nhân không thể diễn ra do Mazarin quyết không chịu giao tòa lâu đài hùng mạnh Pigneol làm của hồi môn cho cô dâu. Lời cầu hôn của Charles V, Công tước xứ Lorraine với yêu sách tương tự cũng không hoàn thành.
Ngày 1 tháng 3 năm 1661, Ortensia kết hôn với một trong những nhà quý tộc giàu có nhất Châu Âu, Armand Charles de La Porte de La Meilleraye. Để xứng với địa vị của Ortensia, Armand Charles đã được phong tước vị Công tước Mazarin. Sau cái chết của Hồng y Mazarin chỉ vài tháng sau, Armand Charles nhanh chóng đoạt lấy số tài sản thừa kế khủng lồ của vợ ông, trong đó có Palais Mazarin ở Paris.
Cuộc hôn nhân của cặp vợ chồng nhanh chóng tan vỡ, do Ortensia là một thiếu nữ xinh đẹp, hoạt bát lại rất nổi tiếng trong công chúng, còn Armand Charles lại là một người khá kì quặc và lập dị. Ông cũng là một người ghen tuông khi cấm vợ mình giao du với bất kì người đàn ông trong triều đình Pháp, và cuối cùng cưỡng bách vợ rời khỏi Paris cùng mình để sống ở miền quê ngoại ô.
Đó chính là lúc Ortensia có một mối tình lén lút với một thiếu nữ 16 tuổi, Sidonie de Courcelles. Armand Charles đã rất sửng sốt, ông đã quyết định phương pháp chữa trị sự trái đạo đức này của vợ mình bằng cách gửi cả hai vào một tu viện. Cách này lại phản tác dụng, khi cả hai đều liên tiếp bày những chiêu trò quậy phá khiến các ma sơ không thể nào yên ổn.
Dù có một cuộc hôn nhân không hạnh phúc, Ortensia kịp có với chồng mình 4 người con:
- Marie Charlotte de La Porte Mazarin (1662 - 1729), kết hôn với Louis Armand de Vignerot du Plessis.
- Marie Anne de La Porte Mazarin (1663 - 1720), trở thành nữ tu.
- Marie Olympe de La Porte Mazarin (1665 - 1754), kết hôn với Louis Christophe Gigault.
- Paul Jules de La Porte (1666 - 1731), kết hôn với Félice Armande Charlotte de Durfort.

Đêm ngày 13 tháng 6 năm 1668, Ortensia bỏ lại các con để chạy thoát khỏi sự kiểm soát của chồng, với sự giúp đỡ của anh trai Philippe, Công tước Nevers. Bà đã chạy đến Roma với đoàn tùy tùng hộ tống bởi Philippe để cậy nhờ người chị Marie Mancini, bây giờ là Công nương Colonna.
Sau đó, Louis XIV của Pháp công khai bảo hộ bà, cung cấp số tiền hằng năm là 24.000 livres. Người từng cầu hôn bà, Công tước Charles Emmanuel II xứ Savoy cũng công khai bảo hộ và đưa Ortensia đến Chambéry, nơi bà sống một cuộc sống an nhàn khi mở cửa dinh thự chào đón những nhà văn, nhà triết học đến giao lưu. Có tin đồn rằng Ortensia trở thành tình nhân của Công tước Charles và điều này khiến vợ của ông, Marie Jeanne Baptiste của Savoy-Nemours cực kì giận dữ.

### Tình nhân của Charles

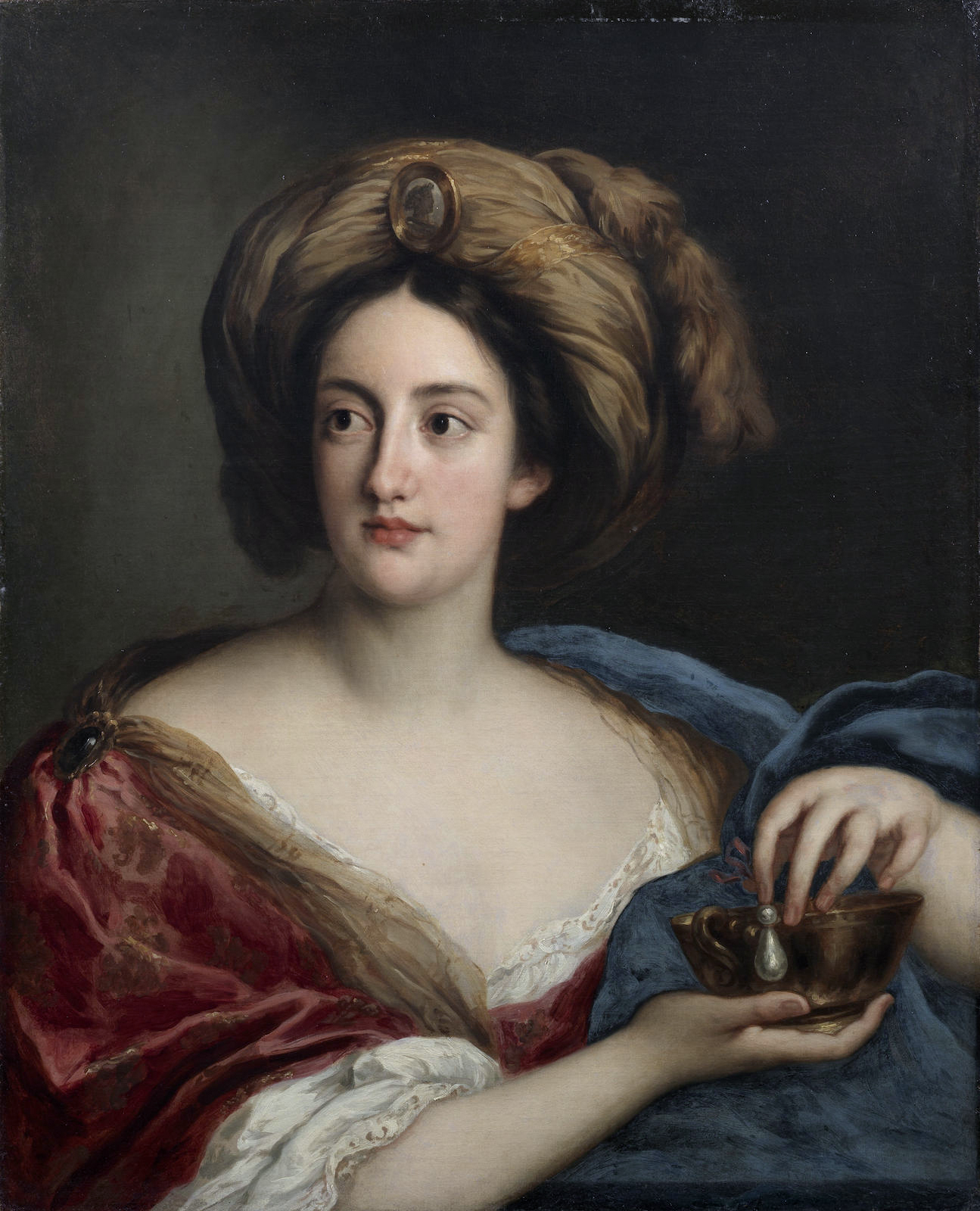
Chân dung Ortensia Mancini trong vai Cleopatra, thế kỷ thứ XVII.

Sau khi Công tước Savoy qua đời, mọi nguồn sống của Ortensia bị đứt do chồng bà đã đóng băng toàn bộ của cải mà bà có thể sử dụng, bao gồm cả số tiền hằng năm của Louis XIV.
Người đại sứ Anh ở Pháp khi đó, Ralph Montagu biết được tình cảnh bi đát của Ortensia, đã gặp gỡ bí mật với bà và đưa ra một thỏa thuận: khiến Ortensia thành tình nhân của Charles II thay thế Louise de Kerouaille, để giúp Ralph được nhà vua tín nhiệm. Đổi lại, Ortensia sẽ có một cuộc sống sung túc với tư cách là tình nhân của nhà vua. Ortensia đã chấp nhận, và chuyến đi đến Luân Đôn vào năm 1675, mượn cớ đi thăm đứa cháu gái Maria xứ Modena của bà đã bắt đầu như thế.
Khoảng giữa năm 1676, Ortensia đã thành công gạt phu nhân De Kerouaille và trở thành tình nhân mới của Charles II, nhà vua nước Anh cung cấp số tiền £4,000 giúp Ortensia giải quyết nhanh chóng vấn đề tài chính của mình.
Ralph Montagu đã kể lại:"Tôi đến gặp Madame de Portsmouth [Louise de Kerouaille]. Bà ta niềm nở với tôi...bày tỏ sự phiền muộn của bản thân về những chuyến thăm Madame de Sussex [Ortensia Mancini] của nhà vua."
Tuy nhiên, mối quan hệ của Ortensia với Charles II nhanh chóng đổ vỡ do thói trăng hoa và phóng túng của Ortensia, ở Anh bà được công khai gọi là "Con điếm ngưới Ý" (Italian Whore). Ortensia đã quan hệ đồng tính với Anne Lennard, Bá tước phu nhân Sussex, một người con gái bất hợp pháp giữa Charles II và Barbara Palmer, Bà Công tước Clever. Không dừng lại ở đó, bà còn quan hệ với Louis I de Grimaldi, Vương thân Monaco. Những sự dan díu này khiến Charles II tức giận và quyết định cắt đi tiền trợ cấp của bà. Dù sau đó Charles nguôi ngoai và mở lại quyền trợ cấp, song Ortensia đã vĩnh viễn mất đi sự sủng ái tột cùng của nhà vua, và phu nhân Louise de Kerouaille nhanh chóng lấy lại được vị trí vốn có.

### Cuối đời
Sau khi Charles II qua đời, bà vẫn được biệt đãi bởi James II, có lẽ vì bà là dì của Vương hậu của ông, Maria xứ Modena. Mãi đến khi James đi khỏi nước Anh, và thời đại William và Mary bắt đầu thì Ortensia vẫn rất có danh tiếng trong giới quý tộc, dù số tiền trợ cấp cho bà đã bị giảm đáng kể. Trong thời gian này, bà mở một salon và tụ hội hết các văn nhân mặc khách đến giao du, trong đó có Charles de Saint-Évremond.
Năm 1699, Ortensia qua đời tại tư gia, được cho rằng đã tự sát. Chồng bà đã an táng bà bên cạnh mộ phần của Hồng y Mazarin.
Evelyn đã nói về cái chết của bà như sau:
Ngày 11 tháng 6 năm 1699, Bà công tước Mazarin nổi tiếng đã qua đời. Bà đã từng là người phụ nữ giàu sang nhất Châu Âu, cháu gái của Hồng y Mazarin và kết hôn với một người đàn ông cũng giàu sang không kém. Bà sinh ra ở Roma, học tập ở Pháp, một người phụ nữ trí tuệ và kiêu sa, nhưng phóng đãng và không thích một cuộc hôn nhân trói buộc với bất kì ai. Vì thế bà đã bị ruồng bỏ bởi phu quân và bị trục xuất. Bà đến nước Anh, sống nhờ vào số tiền trợ cấp và cái chết của bà có liên quan đến việc dùng rượu quá mức. Bà ghi lại cuộc đời và chuyến hành trình của mình, điều tương tự với chị gái của bà, người phụ nữ thuộc quý tộc Colonna.

## Hậu duệ
Con trai của bà là Paul Jules de La Porte, Công tước Mazarin và La Meilleraye có hai hậu duệ. Người con gái, Armande Félice de La Porte Mazarin (1691 – 1729), kết hôn Louis de Mailly, Hầu tước Nesle và Mailly, Vương thân d'Orange vào năm 1709. Qua cuộc hôn nhân này, Ortensia là bà cụ của 5 người con gái De Nesle nổi tiếng vì 4 trong số họ trở thành tình nhân của Louis XV của Pháp:
- Louise Julie de Mailly, Mademoiselle de Mailly, Bà Bá tước de Mailly (1710–1751).
- Pauline Félicité de Mailly, Mademoiselle de Nesle, Bà Hầu tước de Vintimille (1712–1741).
- Diane Adélaïde de Mailly, Mademoiselle de Montcavrel, Bà Công tước de Lauraguais (1714–1769).
- Hortense Félicité de Mailly, Mademoiselle de Chalon, Bà Hầu tước de Flavacourt (1715–1763).
- Marie Anne de Mailly, Mademoiselle de Monchy, Bà Hầu tước La Tournelle, Bà Công tước de Châteauroux (1717–1744).

Chỉ duy nhất Hortense Félicité de Mailly là người không trở thành tình nhân của Louis XV. Louise Julie là người đầu tiên hớp hồn nhà vua, nhưng Marie Anne de Mailly lại là người thành công nhất, trở thành một nhân vật chính trị có ảnh hưởng về sau.
Armande Félice cũng có một cô con gái ngoài giá thú, Henriette de Bourbon (1725–1780), Mademoiselle de Verneuil, từ mối quan hệ vụng trộm với Louis Henri de Bourbon, Công tước Bourbon, là thủ tướng của Louis XV từ năm 1723 đến 1726.
Con trai của Paul Jules, Guy Jules Paul de La Porte, Công tước Mazarin và La Meilleraye (1701–1738), kết hôn với Louise Françoise de Rohan năm 1716. Cháu chắt của họ, Louise d'Aumont (1759–1826) kết hôn với Honoré IV, Vương thân Monaco vào năm 1777. Từ mối quan hệ này, Ortensia là tổ tiên của vương tộc đang trị vì Monaco, bao gồm Albert II, Thân vương Monaco.